# Locomotiva FS 800 (II)
Le locomotive del Gruppo 800 erano delle originali locotender a due assi ottenute dalla trasformazione delle automotrici a vapore del gruppo 60 delle FS.

## Storia
Le 16 locomotive a vapore 800 erano delle locotender ottenute dalla trasformazione di altrettante automotrici a vapore del Gruppo 60, di cui erano state prodotte, nel 1907, ben 85 unità ma che non avevano corrisposto alle aspettative per cui erano state progettate. La trasformazione era consistita nella privazione dell'asse portante posteriore e della sezione bagagliaio e nel potenziamento della capacità vaporiera della caldaia che ne aveva innalzata la potenza dai 180 CV della "60" a 260 CV. 
Avevano assunta così una curiosa forma cubica quasi simmetrica che le aveva fatto affibbiare il nomignolo di "cubo" dai ferrovieri. Vennero utilizzate per manovra nei depositi e per piccoli servizi ausiliari.

## Caratteristiche
Le "800" erano delle locomotive a vapore saturo, a due cilindri esterni e a semplice espansione. Il loro rodiggio era semplice: a 2 assi accoppiati retaggio della loro origine in quanto carrello motore dell'automotrice di origine.
La caldaia era verticale (proprio per il motivo suddetto) ed era pertanto piuttosto limitata nelle caratteristiche. La quantità d'acqua contenuta a carico massimo era di 1,4 m³ con un volume di vapore di 0,65 m³ e una pressione massima di esercizio pari a 13 bar. La produzione oraria di vapore asciutto era di 2.600 kg. Il forno aveva una graticola di 1 m². Il meccanismo motore era a 2 cilindri esterni del diametro di 290 mm che facevano una corsa di 400 mm. L'immissione del vapore era attuata dai distributori del tipo cilindrico a stantuffo azionati da un meccanismo di distribuzione Walschaerts. La potenza fornita era di 260 hp alla velocità di 30 km/h con uno sforzo di trazione al cerchione di 3.260 kg. Il carico di carbone era di 1 t mentre l'acqua delle casse era di 3,3 m³. La macchina raggiungeva la massa a pieno carico di 25,4 t che rappresentavano anche il peso aderente; con le scorte al minimo questo scendeva a 22,1 t. 
Le locomotive erano dotate di apparecchiatura del freno continuo automatico ad aria compressa e di riscaldamento a vapore delle carrozze